# 14576 Джефхоллі
14576 Джефхоллі (14576 Jefholley) — астероїд головного поясу, відкритий 28 серпня 1998 року.
Тіссеранів параметр щодо Юпітера — 3,572.